# Fatou Sinyan Mergan
Fatou Sinyan Mergan (auch: Sinyang, Mbergan oder Mberegan) ist eine gambische Managerin.

## Leben
Sinyan Mergan besuchte die St. Joseph’s High School in Banjul, die sie 1980 abschloss.
An der Maastricht School of Management studierte sie 1993/1994 und schloss mit einem Master of Business Administration (MBA), Accounting and Finance ab.
Sinyan Mergan begann nach dem Studium beim gambischen Getränkekonzern Banjul Breweries zu arbeiten. Von mindestens 2005 bis 2010 war sie dort Financial Controller, um 2012 Director of Finance and Administration und ab 2013 schließlich Generalsekretärin (Secretary General).
Im Mai 2006 wurde sie zur Schatzmeisterin der Gambia Chamber of Commerce and Industry (GCCI) gewählt und später mindestens bis 2012 wiedergewählt. Im Oktober 2012 kandidierte sie für die Präsidentschaft des GCCI, erhielt aber weniger Stimmen als Muhammad M. Jagana.
Im Februar 2008 lehnte sie das Angebot des gambischen Präsidenten Yahya Jammeh, das Amt als Hochkommissarin in Nigeria zu übernehmen, ab.
2009 wurde sie vom gambischen Präsidenten mit dem Order of the Republic of The Gambia in der Stufe Officer ausgezeichnet.
Ab März 2009 bis mindestens März 2011 war sie Vorstandsvorsitzende von Green Industries Ltd., das Kleidung herstellte und Weiterbildungen für Jugendliche anbot.
Von 2010 bis mindestens April 2015 war sie Vorsitzende des Board of Directors der Gambia Investment and Export Promotion Agency (GIEPA).
Ende 2018 war sie Mitglied des National Business Council of The Gambia. Im Juni 2019 wurde sie zur Vizepräsidentin der neu gegründeten Gambia Women’s Chamber of Commerce (GWCC) gewählt.